# Parafia św. Antoniego Padewskiego w Lipinkach Łużyckich
Parafia pw. Świętego Antoniego Padewskiego w Lipinkach Łużyckich – rzymskokatolicka parafia z siedzibą we wsi Lipinki Łużyckie, należąca do dekanatu Żary diecezji zielonogórsko-gorzowskiej, metropolii szczecińsko-kamieńskiej w Polsce, erygowana 25 grudnia 1945. Mieści się przy ulicy Głównej.

## Kościół parafialny
- kościół pw. św. Antoniego Padewskiego w Lipinkach Łużyckich

## Kościoły filialne
- Kaplica pw. św. Rozalii w Boruszynie
- Kościół pw. Dobrego Pasterza w Pietrzykowie